# Zakk Wylde
Zakk Wylde (nome artístico de Jeffrey Phillip Wiedlandt; Bayonne, 14 de janeiro de 1965) é um músico e ator americano, célebre por ter sido guitarrista da banda do Ozzy Osbourne, ícone do heavy metal que o ajudou a se projetar como um dos mais famosos músicos do gênero na atualidade. Zakk também encontrou o sucesso com sua própria banda, o Black Label Society, onde exerce a função de frontman, compondo e cantando suas próprias músicas, sendo presença frequente no Tour do Ozzfest e recentemente em festivais europeus fazendo apresentação também em shows do Pantera (banda) no qual era muito amigo do Dimebag Darrell.

## Carreira e vida pessoal
Zakk Wylde pode ser considerado um dos guitarristas mais bem sucedidos de sua geração, acumulando vários títulos e prêmios, chegando a ser eleito "Most Valuable Player" (MVP) na eleição da revista Guitar World americana. Em 2005 foi eleito também como "Best Metal Guitarist", e recebeu ainda os prêmios de "Riff Lord" e "Golden God" da revista Metal Hammer inglesa.
Ao longo dos anos, Zakk Wylde desenvolveu vários projetos paralelos muito bem conceituados, como o álbum acústico Book of Shadows e o auto-intitulado álbum da banda de Southern Rock Pride & Glory, coLive at Budokan) e em 2002 gravou o seu próprio com o Black Label Society (Boozed, Broozed and Broken Boned) em apresentação memorável no Harpo's em Detroit, onde junto com o grande público presente conseguiu em uma noite acabar com o estoque inteiro de bebidas da casa de shows durante as filmagens.[carece de fontes?] Foi a primeira vez na história do Harpo's Concert Hall que tal fato aconteceu.
Zakk também já fez algumas aparições na TV, como no seriado de comédia "Crapsntando também com participações especiais em vários trabalhos de outras bandas, como o début do Damageplan (Vocalista convidado) e no álbum de Derek Sherinian, "Black Utopia", ao lado de Yngwie Malmsteen.
Zakk Wylde aparece ainda em alguns DVDs com Ozzy Osbourne (Live and Loud / hoot" com Jim Breuer, e atuou no cinema em Hollywood integrando o elenco de Rock Star, onde fazia o papel de "Ghode", o guitarrista da banda Steel Dragon, que havia sido criada especialmente para a ocasião, sendo responsável pela trilha sonora do filme, tendo ainda na sua formação nada menos do que os músicos Jason Bonham (UFO, bateria) no papel de "A.C.", Jeff Pilson (Dokken, baixo) no papel de "Jörgen", Jeff Scott Soto (Yngwie Malmsteen's Rising Force, vocal) fazendo os vocais para o ator Mark Wahlberg e ainda o ator Dominic West como o guitarrista "Kirk Cuddy". O filme conta ainda com outras figuras conhecidas, como Nick Catanese (Black Label Society, guitarra) no papel do guitarrista "Xander Cummins", da banda fictícia Blood Pollution.
Zakk é casado com sua antiga namorada desde os 16 anos, Barbaranne, com quem tem 4 filhos. Hayley-Rae, 14 anos, Jesse John Michael, 13 anos, Hendrix Halen Michael Rhoads, 4 anos, e Sabbath Page, nascido em 2012, ("homenagem" a Jimi Hendrix, John Michael Osbourne e à sua banda Black Sabbath, Eddie Van Halen, Mike Piazza,  Randy Rhoads,e Jimmy Page). Era um amigo muito próximo do falecido guitarrista Dimebag Darrell desde 1993, chegando inclusive a receberem de presente guitarras um do outro, em admiração mútua enquanto parceiros na música. Dimebag havia presenteado Zakk com uma exclusiva guitarra Dean Custom exibindo a pintura no design "Bulls-eye", marca registrada das guitarras de Zakk, pouco tempo antes de sua morte. Após o ocorrido, Wylde decidiu dedicar a música "In This River" ao amigo, citando que apesar da música não ter sido feita originalmente com esse propósito, a letra seria apropriada para a situação. Wylde tem oferecido a música "In this River" para Dimebag a cada execução da mesma em seus shows.

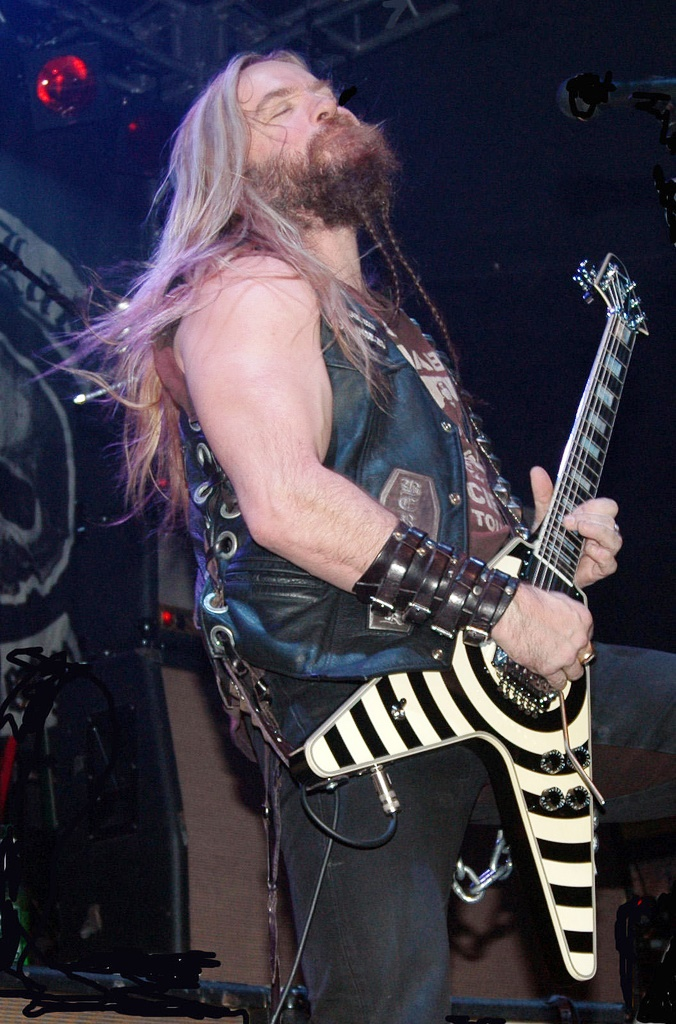
Zakk Wylde ao vivo em novembro de 2006.

Zakk começou seriamente a se interessar pelas aulas de guitarra quando tinha seus 15 anos, na época em que trabalhava na Silverton Music, uma loja de artigos musicais em Silverton, New Jersey. Ele praticava com sua guitarra diariamente por cerca de 12 horas, o que acabou prejudicando seus estudos, já que ele estava sempre caindo de sono durante as aulas no colégio. Não demorou muito e começou a tocar em sua primeira banda, chamada Stone Henge e posteriormente integrou a banda local Zyris. Aos 19 anos e praticamente desconhecido, Zakk Wylde deu seu grande passo para a fama ao conseguir a disputada vaga de guitarrista na banda de Ozzy Osbourne, assumindo também a função de co-autor.
Zakk havia entrado para substituir o excelente guitarrista Jake E. Lee, que por sua vez era o substituto do lendário Randy Rhoads, que havia falecido aos 25 anos em um trágico e infeliz acidente aéreo em 19 de Março de 1982. Rhoads é tido como um verdadeiro ídolo para Zakk Wylde, que mandou construir uma espécie de altar em homenagem ao guitarrista que tanto o inspirou.
Existem várias histórias acerca de como Zakk conseguiu a vaga na banda de Ozzy. Uma das mais conhecidas está relatada a seguir:
A namorada de Zakk na época, Barbaranne (Hoje sua mulher), tinha ouvido no programa de Howard Stern no rádio, que Ozzy estava procurando por um novo guitarrista e enviou uma fita-demo. Ozzy rejeitou a fita assim como milhares de outras, dizendo se tratarem de "apenas mais um clone do Randy Rhoads". Mas algumas semanas depois, o baterista de Ozzy na época lhe disse ter descoberto um grande guitarrista de New Jersey e então Ozzy concordou em chamá-lo para uma audição. Tratava-se obviamente do próprio Zakk Wylde. Ozzy o reconheceu pela fita-demo e então o contratou.[carece de fontes?]
Ozzy viu passar por ele muitos guitarristas promissores após a saída de Jake E. Lee. Do dia de sua predestinada audição, Zakk se recorda ter sido contratado logo de cara, mesmo antes de começar a tocar, enquanto ainda afinava sua guitarra.[carece de fontes?] Zakk foi admitido na banda solo de Ozzy em 1987 e sua primeira participação foi no álbum No Rest for the Wicked de 1988. Comenta-se que a primeira apresentação ao vivo com Ozzy teria ocorrido em uma penitenciária.
Mais dois álbuns de sucesso se seguiram (Just Say Ozzy (1990) e No More Tears (1991)) obtendo enorme repercussão na mídia. Porém em 1992, após o término da turnê do álbum No More Tears, Zakk acabou saindo da banda de Ozzy e passou a se dedicar aos projetos paralelos que vinha desenvolvendo, lançando então o álbum auto-intitulado da excelente banda Pride & Glory, que misturava um som Southern Rock potente, carregado de levadas Blueseiras com o Heavy Metal. Há quem considere este álbum a pedra fundamental para o surgimento do Black Label Society.
Em 1994 Zakk volta a trabalhar com Ozzy e as numerosas sessões de gravação do álbum Ozzmosis começam. Nessa mesma época, Zakk andou sendo sondado para integrar o Guns N' Roses, chegando a fazer algumas Jams com Axl Rose. Porém a falta de um acordo entre os advogados de Zakk e do Guns N' Roses, que enfrentava um processo judicial complicado após a saída dos membros originais, fez com que a entrada de Zakk na banda de Axl nunca acontecesse. Com tempo de sobra na agenda, Zakk compôs e lançou em 1996 o aclamado álbum acústico Book Of Shadows, considerado por muitos o que há de melhor na sua carreira.
Paralelamente aos álbuns de Ozzy nos quais participou em seguida, Zakk começou a reunir ideias para um projeto solo de criar uma banda própria de Heavy Metal, inspirada nos moldes do Black Sabbath. Em 1998, em parceria com Phil Ondich (bateria), Zakk funda a banda Hell's Kitchen, posteriormente renomeada de Black Label Society, e em 1999 lança Sonic Brew, seu primeiro álbum com a nova banda, assumindo de vez sua vocação para o posto de frontman. A carreira solo de Zakk Wylde começou a crescer, lançando em seguida mais um álbum de estúdio e um ao vivo à frente do BLS.
Em 2001 Ozzy lança o álbum Down To Earth, no qual Zakk acabou não participando da composição de nenhuma das faixas. Na verdade Zakk já tinha um set inteiro de músicas prontas para colocar no álbum de Ozzy mas este as rejeitou, dizendo que "soavam muito Black Label". As músicas então rejeitadas por Ozzy foram todas utilizadas por Wylde no álbum 1919 Eternal, que curiosamente acabou se tornando um dos melhores álbum do Black Label Society, emplacando vários hits como Bleed For Me, Demise Of Sanity, Life, Birth, Blood, Doom, Bridge To Cross e Graveyard Disciples.
Em 17 de Janeiro de 2006, em uma cerimônia aberta ao público, Zakk Wylde foi imortalizado no Hollywood Rock Walk of Fame, localizado na 7425 Sunset Boulevard, deixando impressas na calçada da fama suas mãos e assinatura, em reconhecimento à sua carreira vitoriosa enquanto músico e sua contribuição para a indústria musical. A cerimônia contou com a presença de várias estrelas do rock.
O Estilo de tocar de Zakk Wylde é geralmente caracterizado por pinch harmonics (Harmônicos Artificiais) e sua técnica nos solos se baseia no uso da Escala Pentatônica Menor, com Licks rápidos no formato box-pattern usando estritamente a palhetada alternada, criando um ataque com uma pegada bastante distinta, quando comparado com músicos com um estilo mais fluido de tocar. Outra característica notável de Zakk é o uso liberal do chicken picking, uma técnica geralmente relacionada ao estilo musical Country sendo raramente utilizada no Heavy Metal, possivelmente adquirida do músico Albert Lee, uma de suas influências.

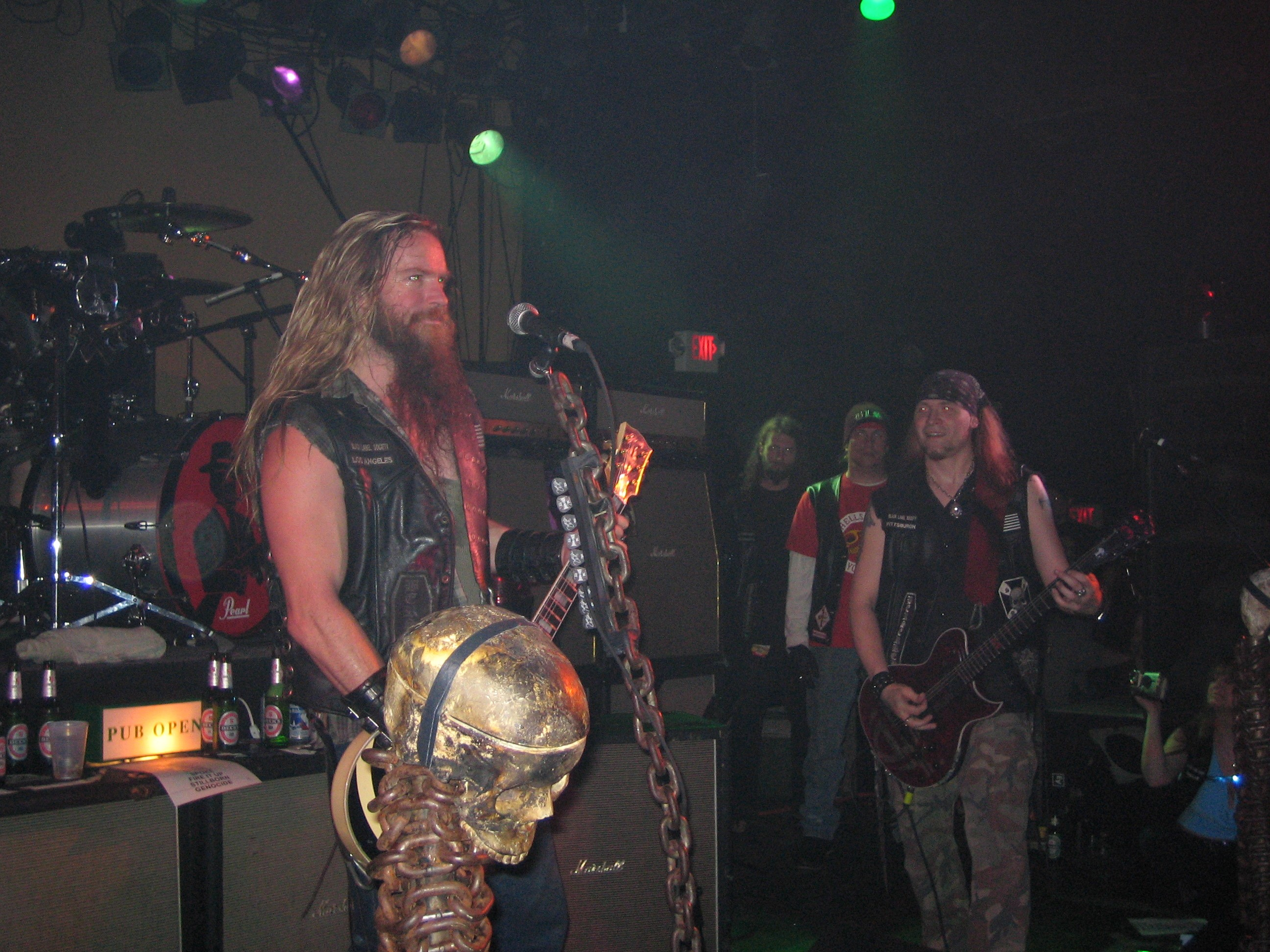
Black Label Society ao vivo em Springfield, (2005)

Zakk é conhecido principalmente por sua preferência pelas guitarras Gibson Les Paul Custom com aquela que se tornaria sua marca registrada, a pintura única com o design em forma de alvo ("Bulls-eye", no Inglês) que ele deliberadamente adotou para que pudesse se diferenciar visualmente de seu ídolo Randy Rhoads (Apesar de ter usado por muito tempo um penteado idêntico), que geralmente tocava com uma Les Paul Custom creme.
A pintura "Bulls-eye" na verdade originalmente deveria se parecer com a espiral do filme "Vertigo", mas apesar dela ter vindo incorreta do Luthier, Zakk gostou do resultado e resolveu ficar com a guitarra assim mesmo. Curiosamente, Zakk possui também uma réplica da Guitarra "Flying V" de Rhoads que considera uma de suas favoritas.
Em reconhecimento ao seu carisma e sucesso no meio musical, a Gibson Guitars lançou uma linha inteira de guitarras personalizadas de Zakk Wylde, um verdadeiro certificado do seu enorme sucesso comercial. Os modelos personalizados Gibson Les Paul Custom "Signature" de Zakk incluem uma guitarra com o design "Bulls-eye" vermelho e flame-maple, um modelo na cor branco envelhecido com o "Bulls-eye" em preto, um modelo "Buzz-saw" alaranjado, e um modelo "Camo" "Bulls-eye", com a pintura de camuflagem esverdeada. Os "Inlays" dos braços são feitos em madrepérola.
A guitarra original de Zakk foi comprada em uma loja (E não feita sob encomenda, como se poderia pensar), sendo batizada (Conforme a tradição de vários guitarristas) de "The Grail" (Em Inglês, O Graal). Ficou desaparecida por algum tempo quando foi roubada de Zakk na volta de uma "Gig" (Turnê) no Texas. Foi oferecida até uma recompensa para quem tivesse alguma informação que pudesse levar Zakk a recuperar sua guitarra, já que tinha um valor sentimental enorme por se tratar de um presente de graduação recebido de seus pais. Zakk só recuperou "The Grail" anos mais tarde, depois que um fã a adquiriu numa casa de penhores e percebendo se tratar da guitarra "The Grail" autêntica através do número de série presente no "Headstock" (Mão da guitarra) e as iniciais "Z.W." gravadas nas costas da guitarra, contactou o Webmaster de Zakk para acertar sua devolução.
Apesar da notícia de uma audição para a possível contratação de um novo guiarrista para Ozzy, o mesmo voltou atrás e decidiu manter Zakk integrando seu line-up, como foi visto na performance recente de Crazy Train no UK Music Hall of Fame.
Em 2006, Zakk Wylde entrou em estúdio para a gravação do novo álbum do BLS, chamado "Shot To Hell", que foi nos EUA em 3 de Julho.
Outro grande sucesso de Zakk Wylde foi a música "Stilborn" considerada por muitos admiradores de Zakk Wylde e suas músicas no Black Label Society a melhor de sua carreira solo
Zakk também deu toques importantes nas músicas de Ozzy Osbourne como "Crazy Train" e muitas outras.

## Equipamento de Zakk Wylde

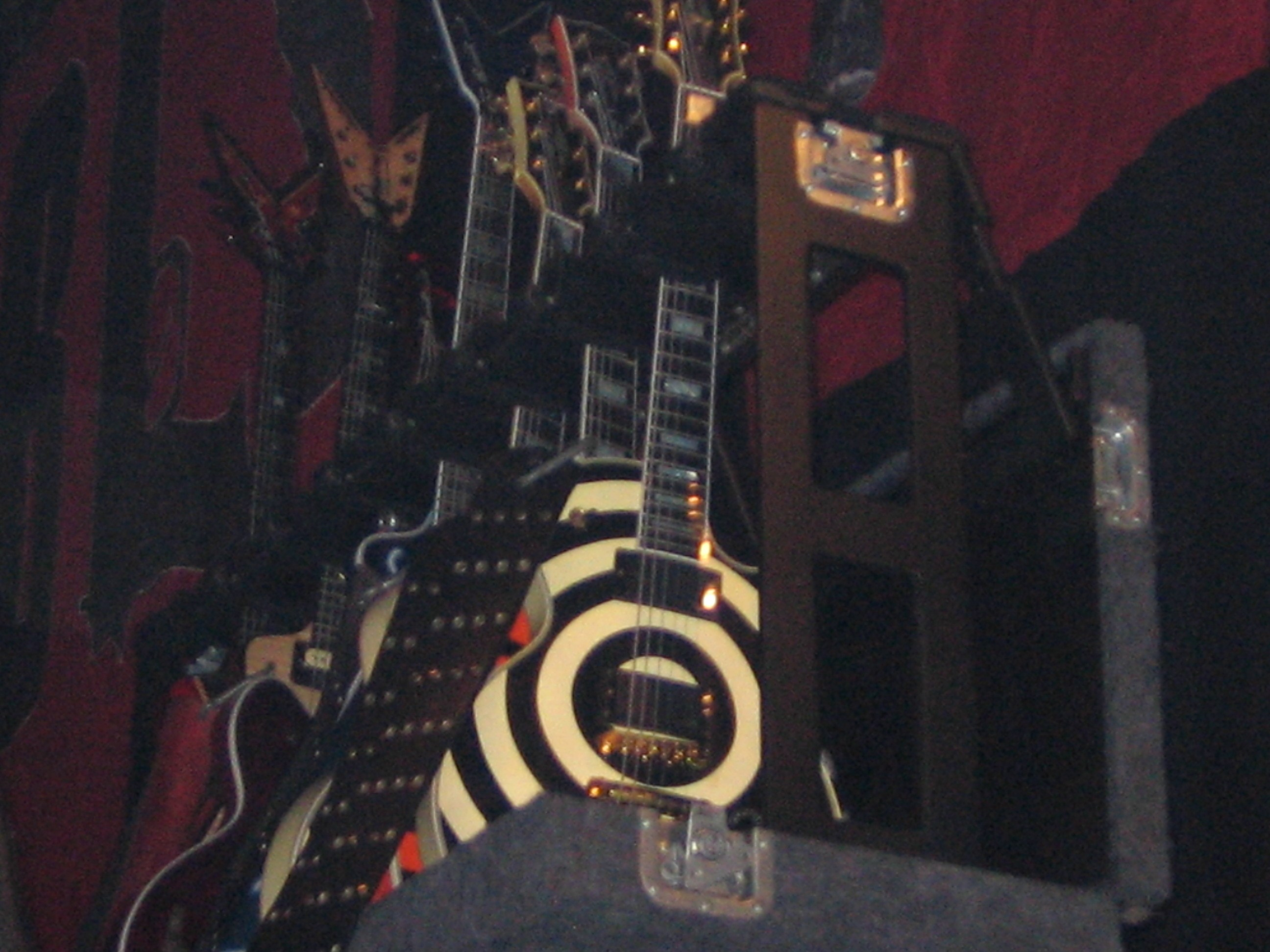
As guitarras de Zakk Wylde.

Além das várias guitarras Gibson toleto Custom com o design "Bulls-eye", Zakk usa também a famosa Les Paul "Rebel" decorada com tampinhas de garrafa, incluindo também outras menos comuns, como a Gibson SG "Double Neck" (EDS-1275). Zakk usa em suas guitarras as cordas "Dunlop strings Zakk Wylde" e um par de Captadores Ativos Humbucker EMG_81 e EMG_85. Geralmente Zakk prefere os amplificadores Marshall JCM800 2203 e 2204, contando ainda com seu próprio amp modelo signature JCM800ZW e gabinete com auto-falantes EVM12L - Black Label guitar speakers. Jim Dunlop trabalhou com Zakk para desenvolver 4 pedais de efeitos, o pedal de "Wah-wah" MXR ZW-45 "Cry Baby" Zakk Wylde Signature, o MXR ZW-44 Dunlop Overdrive, o MXR ZW-38 Black Label Chorus e o MXR ZW90 Wylde Phase. Zakk Wylde usa um pedal de efeito parecido com Wah-wah também da dunlop, Dunlop Rotovibe.
Antes de ter seus pedais signatures feitos pela MXR Dunlop ele usava um Dunlop Wah Jimi Hendrix, Boss SD1 Super Overdrive, Boss CH1 Chorus, Boss CE5 Chorus Ensemble, MXR Stereo Chorus, MXR EVH90 Phase 90.
Atualmente (2011) o equipamento de Zakk Wylde é o seguinte: Guitarra (s) Gibson Les Paul (Bulls-eye, entre outras) > "Wah-wah" MXR ZW-45 "Cry Baby" > Dunlop Rotovibe > MXR EVH117 Flanger > MXR ZW90 Wylde Phase > MXR ZW-44 Dunlop Overdrive > MXR ZW-38 Black Label Chorus > Carbon Copy Analog Delay > Amplificador Marshall JCM800ZW.
A afinação das guitarras de Zakk Wylde para Standard, Eb, Dropped D, and Dropped B seria: GBZW (.010 .013 .017 .036 .052 .060) e para Dropped A, Dropped G, e outras afinações "dropped" em "D" (Ré): GBWZLO (.011 .014 .018 .036 .052 .070).

## Discografia
Antes de se juntar a banda do Ozzy, Zakk tinha outra banda formada no colegial, a Zyris, na qual não compôs nenhum álbum.
A Zyris, depois de várias trocas de membros veio a lançar um álbum (sem o zakk), em 1999.

### Com oPride & Glory
- Pride & Glory (1994)

### Solo
- Book of Shadows (1996)
- Acoustic Cowboy* (1997)
- Kings of Damnation (Retrospectiva de sua Carreira) (2005)
- Book of Shadows II (2016)

### ComDerek Sherinian
- Inertia (2001)
- Black Utopia (2003)
- Mythology (2005)
- Blood Of The Snake (2006)

### Com oBlack Label Society

#### Álbuns de estúdio
- Sonic Brew (1999)
- Stronger Than Death (2000)
- 1919 Eternal (2002)
- The Blessed Hellride (2003)
- Hangover Music Vol. VI (2004)
- Mafia (2005)
- Shot to Hell (2006)
- Skullage (2009)
- Order of the Black (2010)
- The Song Remains Not the Same (2011)
- Unblackened (2013)
- Catacombs of the Black Vatican (2014)
- Grimmest Hits (2018)
- Doom Crew Inc. (2021)

#### Álbuns ao vivo
- Alcohol Fueled Brewtality (2001)
- Boozed, Broozed & Broken-Boned (DVD) (2003)
- The European Invasion Doom Troopin (DVD) (2006)

#### Vídeos
- Boozed, Broozed, and Broken-Boned (DVD Ao Vivo)  (2003)
- The European Invasion - Doom Troopin' Live (DVD Ao Vivo)  (2006)

### ComOzzy Osbourne
- No Rest For The Wicked (1988)
- Just Say Ozzy (1990)
- No More Tears (1991)
- Live & Loud (1993)
- Ozzmosis (1995)
- The Ozzman Cometh (1997)
- Down To Earth (2001)
- Live at Budokan (2002)
- Black Rain (2007)
- Live in Argentina (2008)

### Outras aparições
- Randy Rhoads Tribute - (1987)
- Make a Difference: Stairway to Heaven / Highway to Hell (1989)
- Ward One: Along the Way (1990)
- Dweezil Zappa: Confessions (1991)
- LA Blues Authority (1991)
- Britny Fox: Bite Down Hard (1991)
- Guitars that Rule the World (1992)
- C.P.R (1992)
- Stevie Salas: The Electric Pow Wow (1993)
- Blackfoot:After the reign (1994)
- Stairway to Heaven Tribute (1997)
- Detroit Rock City - Movie
- Carmine Appice's Guitar Zeus 2 (1997)
- Thunderbolt Tribute To AC/DC (1997)
- Hard Pressed - Nobuteura Mada (1997)
- Love: Tokma (1997)
- Merry Axemas Vol.2 - More Guitars (1998)
- RE-SET - Marcy (1998)
- Humanary Stew - A Tribute To Alice Cooper (1999)
- Ozzfest 2001: The Second Millenium (2001)
- Rock Star Soundtrack (2001)
- Themes of Horror (2001)
- Ozzfest 2002 (2002)
- Gibson's 50th Anniversary (2002)
- Damageplan - New Found Power (2004)
- Fozzy - All That Remains (2005)
- Arena Multiuso - Rio de Janeiro - Brasil  (2008)
- Porn Star Dancing - My darkest Days (participação especial)   (2010)
- Black Veil Brides - Unholy (participação especial)   (2011)